# Stazione sperimentale della risicoltura di Vercelli
La Stazione sperimentale della Risicultura e delle Coltivazioni irrigue nasce a Vercelli nel 1908 per promozione delle “Associazioni fra gli agricoltori di Novara e Vercelli e l’Associazione d’irrigazione dell’Agro all’Ovest del Sesia”. 
Nel 1932 l’attività si sposta alla Cascina Boraso nella quale vengono costruiti laboratori, magazzini e un’area adibita a campi sperimentali per il riso di 30 ettari. La cascina Boraso, situata a fianco dell’attuale sede di CRA-RIS, rappresenta un importante esempio di cascina del secolo XIX. 
La Stazione sperimentale svolge la sua attività come Istituto indipendente sino al 1967 quando, con la creazione degli Istituti sperimentali del Ministero dell'agricoltura, diventa Sezione specializzata per la Risicoltura di Vercelli dell’Istituto sperimentale per la Cerealicoltura. 
Nel 2007, a seguito del piano di razionalizzazione delle strutture di ricerca del CRA, la Sezione è trasformata in “Unità di ricerca per la risicoltura”.